# Phương Nam (phường)
Phương Nam là một phường thuộc thành phố Uông Bí, tỉnh Quảng Ninh, Việt Nam.

## Địa lý
Phường Phương Nam nằm ở phía tây thành phố Uông Bí, có vị trí địa lý:
- Phía đông giáp Phương Đông
- Phía tây giáp thành phố Đông Triều
- Phía nam giáp thành phố Hải Phòng
- Phía bắc giáp phường Phương Đông và thành phố Đông Triều.

Phường Phương Nam có diện tích 21,66 km², dân số năm 2011 là 12.000 người, mật độ dân số đạt 554 người/km².

## Lịch sử
Trước đây, Phương Nam là một xã thuộc thị xã Uông Bí, được thành lập vào ngày 18 tháng 3 năm 1969 trên cơ sở các hợp tác xã khai hoang ở ven sông Đá Bạch. Khi mới thành lập, xã có 6 thôn: Hiệp An, Phong Thái, Hồng Hải, Hiệp Thanh, Hiệp Thái và Phương Hải.
Ngày 24 tháng 8 năm 2011, Chính phủ ban hành Nghị quyết số 89/NQ-CP. Theo đó, thành lập phường Phương Nam trên cơ sở toàn bộ 2.166,4 ha diện tích tự nhiên và 12.000 người của xã Phương Nam.